# Бацбијски језик
Бацбијски језик је језик мањинског народа Бацбијаца у Грузији, који живе на подручје Кахетије, у селу Земо-Алвани, као и неким већим центрима. Бацбијски језик припада групи нахских језика која припада групи сјевероисточнокавкаских језика. Процјена је да се данас бацбијским језиком користи око 2 000 до 3 000 припадника Бацбијског народа.
Не постоје дијалекти овог језика, као ни писана форма овог језика. Из тог разлога они се користи грузијски писани језик. Не постоји узајамна разумљивост са другим језицима из нахске групе језика (чеченски, ингушки).

## Бацбијци (историја)
До средине 19. вијека Бацбијци су живили у Тушетији, планинском подручју северозападне Грузије. Припадници овог народа су у Тушетији насељавали четири бацбијска насеља: Сагирта, Отелта, Мозарта и Индурта. Касније су се населили на подручје Кахетије, у селу Земо-Алвани, где и даље живе.

## Класификација
Бацбијски језик припада нахској групи сјевероисточних кавкаских језика.

## Географска распростањеност
Већина припадника овог језика живи на подручју Кахетије, у селу Земо-Алвани, док мањи број живи у урбаним срединама, као што је Тбилиси и неки други већи градови у Грузији.

## Граматика
Прву граматику бацбијског језика - УÜber die Thusch-Sprache - написао је њемачки оријенталиста Антон Шхефнер (1817-1879), и представљала је прву граматику било којих аутохтоних кавкаских језика заснованих на научним принципима.